# Úrvalsdeild 2010
De Úrvalsdeild (of Pepsideild naar sponsor Pepsi) is de hoogste voetbalcompetitie in IJsland die door de KSÍ wordt georganiseerd. Dit geldt voor mannen en vrouwen. Het seizoen 2010 begon op 10 mei en eindigde op 25 september. UMF Breiðablik werd voor het eerst landskampioen.
Vanaf het seizoen 2008 is de Úrvalsdeild uitgebreid tot 12 clubs. Het vorige seizoen werd FH Hafnarfjördur kampioen en zijn Thróttur Reykjavik en Fjölnir Reykjavík gedegradeerd naar de 1. Deild. Daarvoor zijn UMF Selfoss, de kampioen van de 1. Deild in 2009 en de nummer 2 Haukar in de plaats gekomen.
De kampioen van de Úrvalsdeild speelt voorronde UEFA Champions League, terwijl de nummers 2 en 3 zich plaatsen voor de voorrondes van de UEFA Europa League. De nummers 11 en 12 in de eindrangschikking degraderen naar de 1. Deild.

## Eindstand
| №  | Club                 | WG | W  | G | V  | DV | DT | +/– | Punten |
| -- | -------------------- | -- | -- | - | -- | -- | -- | --- | ------ |
|    | UMF Breiðablik       | 22 | 13 | 5 | 4  | 47 | 23 | +24 | 44     |
| 2  | FH Hafnarfjörður     | 22 | 13 | 5 | 4  | 48 | 31 | +17 | 44     |
| 3  | ÍB Vestmannaeyja     | 22 | 13 | 3 | 6  | 36 | 27 | +9  | 42     |
| 4  | KR Reykjavík         | 22 | 11 | 5 | 6  | 45 | 31 | +14 | 38     |
| 5  | Fram Reykjavík       | 22 | 9  | 5 | 8  | 35 | 35 | 0   | 32     |
| 6  | ÍB Keflavík          | 22 | 8  | 6 | 8  | 30 | 32 | –2  | 30     |
| 7  | Valur Reykjavík      | 22 | 7  | 7 | 8  | 34 | 41 | –7  | 28     |
| 8  | Stjarnan Garðabær    | 22 | 6  | 7 | 9  | 39 | 42 | –3  | 25     |
| 9  | Fylkir Reykjavík     | 22 | 7  | 3 | 12 | 36 | 42 | –6  | 24     |
| 10 | UMF Grindavík        | 22 | 5  | 6 | 11 | 28 | 39 | –11 | 21     |
| 11 | Haukar Hafnarfjörður | 22 | 4  | 8 | 10 | 29 | 45 | –16 | 20     |
| 12 | UMF Selfoss          | 22 | 5  | 2 | 15 | 32 | 51 | –19 | 17     |

|  | Geplaatst voor tweede kwalificatieronde van de UEFA Champions League 2013/14    |
|  | Geplaatst voor tweede kwalificatieronde van de UEFA Europa League 2013/14       |
|  | Kwalificatie voor de eerste kwalificatieronde van de UEFA Europa League 2014/15 |
|  | Degradatie naar de 1. deild karla                                               |

1912 · 1913 · 1914 · 1915 · 1916 · 1917 · 1918 · 1919 · 1920 · 1921 · 1922 · 1923 · 1924 · 1925 · 1926 · 1927 · 1928 · 1929 · 1930 · 1931 · 1932 · 1933 · 1934 · 1935 · 1936 · 1937 · 1938 · 1939 · 1940 · 1941 · 1942 · 1943 · 1944 · 1945 · 1946 · 1947 · 1948 · 1949 · 1950 · 1951 · 1952 · 1953 · 1954 · 1955 · 1956 · 1957 · 1958 · 1959 · 1960 · 1961 · 1962 · 1963 · 1964 · 1965 · 1966 · 1967 · 1968 · 1969 · 1970 · 1971 · 1972 · 1973 · 1974 · 1975 · 1976 · 1977 · 1978 · 1979 · 1980 · 1981 · 1982 · 1983 · 1984 · 1985 · 1986 · 1987 · 1988 · 1989 · 1990 · 1991 · 1992 · 1993 · 1994 · 1995 · 1996 · 1997 · 1998 · 1999 · 2000 · 2001 · 2002 · 2003 · 2004 · 2005 · 2006 · 2007 · 2008 · 2009 · 2010 · 2011 · 2012 · 2013 · 2014 · 2015 · 2016 · 2017 · 2018 · 2019 · 2020 · 2021 · 2022 · 2023
Nationale competities:
Albanië · Armenië · België · Bosnië en Herzegovina · Bulgarije · Cyprus · Denemarken · Duitsland · Engeland · Estland · Finland · Frankrijk · Griekenland · Hongarije · IJsland · Ierland · Israël · Italië · Kazachstan · Kroatië · Letland · Luxemburg · Montenegro · Nederland · Noorwegen · Oekraïne · Oostenrijk · Polen · Portugal · Roemenië · Rusland · San Marino · Schotland · Servië · Slovenië · Slowakije · Spanje · Tsjechië · Turkije · Zweden · Zwitserland
Europese competities: Super Cup 2011 · Champions League · Europa League